# María José Català Verdet
María José Català Verdet   (València, 3 de març de 1981) és una política valenciana, alcaldessa de València des del juny de 2023. Anteriorment ha estat consellera de la Generalitat Valenciana entre 2011 i 2015 i alcaldessa de Torrent (l'Horta Sud) de 2007 a 2011.

## Biografia
Llicenciada en dret a la Universitat CEU Cardenal Herrera de València, on també fou màster en administració d'empreses, va exercir l'activitat professional tant en una entitat bancària com en un despatx professional d'advocats i assessors tributaris de València. El març de 2005 va deixar l'activitat professional per a assessorar el Grup Popular Municipal de Torrent, ciutat on resideixen ella i la seua família. María José Català ha estat relacionada amb diverses entitats socials de Torrent, com la Unió Musical de Torrent o una filà cristiana de la festa de Moros i Cristians local.

### Alcaldessa de Torrent
Català és militant del Partit Popular (PP), partit amb el qual es presentà per primera vegada a les eleccions locals el 2003, sense obtindre representació, a la llista encapçalada per Vicente Soria, que quatre anys més tard l'elegiria per succeir-lo. Català guanyà amb majoria absoluta les eleccions locals de 2007, en què desplaçà del govern de Torrent el PSPV per primera vegada des de la transició democràtica, i repetí la majoria absoluta a les eleccions de 2011.
També ha sigut diputada al Congrés dels Diputats per la circumscripció de València a les eleccions generals de 2008 (tot i que deixà l'escó l'octubre del mateix any per a centrar-se en la seua tasca com a alcaldessa) i diputada a les Corts Valencianes des de les eleccions de 2011.

### Consellera de la Generalitat Valenciana
Abandonà l'alcaldia de Torrent el desembre de 2011, quan el president de la Generalitat Valenciana, Alberto Fabra, la nomenà Consellera d'Educació, Formació i Ocupació. Amb la remodelació del Consell de desembre de 2012, Català es feu càrrec de la recuperada conselleria d'Educació, Cultura i Esport després que Fabra dissolguera les conselleries d'Educació, Formació i Ocupació i la de Turisme, Cultura i Esports dirigida per Lola Johnson que abandonà el Consell amb aquesta remodelació.
Des que Maria José Català accedí a la Conselleria d'Educació, Cultura i Esport, aquesta ha estat condemnada en nombrosos casos d'opacitat, en denegar la documentació sol·licitada pels grups parlamentaris de l'oposició a les Corts Valencianes, vulnerant els drets fonamentals dels parlamentaris.
El 9 de juny de 2014, el Tribunal Superior de Justícia de la Comunitat Valenciana dictà una dispositiva mitjançant la qual obligà la Conselleria d'Educació, Cultura i Esport a executar provisionalment una sentència, malgrat que la Conselleria interposés un recurs de cassació, entregant la documentació sol·licitada pel grup parlamentari d'EUPV.
El 22 de juliol de 2014, el Tribunal Superior de Justícia de la Comunitat Valenciana dicta providència requerint a la Conselleria d'Educació, Cultura i Esport el nom i càrrec de l'autoritat o funcionari encarregat d'executar la dispositiva i entregar la documentació al grup parlamentari de l'oposició. En el supòsit que l'Administració persistisca en l'incompliment del requeriment, se li imposarà una multa coercitiva de 1.000 euros reiterables cada 20 dies, alhora que es deduirà testimoni dels particulars per a exigir la responsabilitat penal que puga correspondre.

### Alcaldessa de València
En 2019 es presentà com a cap de llista en les Eleccions municipals de València, quedant en segon lloc. Va compaginar l'escó a l'hemicicle municipal amb el de diputada a les Corts Valencianes, que ostenta de manera ininterrompuda des de 2011, i a més a més va ser nomenada síndica-portaveu del Grup Parlamentari Popular a les Corts des de l'arribada de Carlos Mazón a la presidència del Partit Popular de la Comunitat Valenciana (PPCV), així com Secretària General del partit, el setembre de 2021. D'aquesta manera Català va encapçalar l'oposició als governs de coalició entre el PSPV i Compromís tant a l'Ajuntament de València amb Joan Ribó d'alcalde com de la Generalitat Valenciana amb Ximo Puig de president.
En 2023 s'hi tornà a presentar, guanyant aquest cop les eleccions municipals, i esdevenint batllessa de València amb majoria simple, amb els vots dels seus 13 regidors. Va mantindre l'escó a les Corts però va cedir el càrrec de síndica-portaveu al seu company Miguel Barrachina i la secretaria general del PPCV a Juan Francisco Pérez Llorca.